# Беседка (Саратовская область)
 Беседка — хутор в Татищевском районе Саратовской области в составе сельского поселения Вязовское муниципальное образование.

## География
Находится на расстоянии примерно 40 километров по прямой на север-северо-восток от районного центра поселка Татищево.

## История
Официальная дата основания 1900 год.

## Население
Постоянное население составляло 6 человек в 2002 году (мордва 100%) , 4 в 2010.